# 리버 (프로게이머)
김동우(1999년 7월 23일 ~ )는 대한민국의 리그 오브 레전드 프로게이머로 아이디는 River이다. 포지션은 정글이다. 현재 골든 가디언즈 소속이다.

## 선수 생활
2018년 6월, 리그 오브 레전드 재팬 리그 챌린저 시리즌의 보우켄 블랙벅스에서 프로 커리어를 시작했다. 2018 서머 시즌 팀의 우승에 공헌했다.
2018년 12월, AHQ e스포츠클럽에 입단했다. AHQ e스포츠 클럽에 활동하면서 팀의 포스트시즌 진출에 기여했다.
2019 서머 시즌을 앞두고 V3 e스포츠에 합류했다. V3 e스포츠에서도 팀의 준우승에 기여했다.
2020시즌을 앞두고 PSG 탈론에 입단했다. PSG의 주전 정글러로 출전하면서 팀의 스프링 시즌 우승에 기여했다. 2020 롤드컵에 참여했으며 플레이인 스테이지를 넘어 팀의 조별리그 진출에 기여했다.
2021 시즌을 앞두고 팀에 잔류했다. 스프링 시즌 팀의 우승에 공헌했다. 스프링 시즌 우승으로 참가한 2021 MSI에서 팀의 4강 진출에 기여했다. 2021 서머 시즌에서도 팀의 주전으로 활동했으며 팀의 서머 시즌 우승에 기여했다. 리그 오브 레전드 월드 챔피언십 2021에서는 로스터에 포함되면서 참가했다. 리버는 팀의 주전 정글러로 조별리그 전 경기에 출전했지만 8강 진출에는 실패했다. 2021시즌 종료 후 팀에서 퇴단했다.
2022시즌을 앞두고 디그니타스 퀀템페이에 입단했다.
2022년 서머 시즌 도중 골든 가디언즈에 입단했다.

## 수상 내역
- 리그 오브 레전드 재팬 리그 챌린저 시리즈 서머 2018 우승
- 리그 오브 레전드 재팬 리그 서머 2019 준우승
- 퍼시픽 챔피언십 시리즈 스프링 2020 우승
- 미드 시즌 쇼다운 2020 우승
- 퍼시픽 챔피언십 시리즈 서머 2020 준우승
- 퍼시픽 챔피언십 시리즈 스프링 2021 우승
- 리그 오브 레전드 미드 시즌 인비테이셔널 2021 4강